# Васильев, Никита Валерьевич
Ники́та Вале́рьевич Васи́льев (22 марта 1992, Псков) — российский футболист, полузащитник; тренер.

## Карьера
В 2009 году окончил школу-интернат «Спартак» (Москва). С 2010 года выступал за молодёжный состав клуба «Ростов». Дебютировал в чемпионате России в 15 туре, в игре против клуба «Томь», выйдя на замену вместо Алексея Ребко на 67 минуте. В феврале 2012 года на правах аренды перешёл в новороссийский «Черноморец».
31 мая 2013 года попал в расширенный список студенческой сборной России для участия во Всемирной Универсиаде в Казани, 23 июня был включён в окончательный список игроков.
26 июля 2013 года на правах годичной аренды перешёл в московское «Торпедо».
20 февраля 2016 года стал игроком «Зенита-Ижевск».

## Достижения
- Обладатель Кубка чемпионов Содружества: 2012.